# フリードリヒ・カール・フォン・プロイセン (1828-1885)
フリードリヒ・カール・ニコラウス・フォン・プロイセン（Friedrich Karl Nikolaus von Preußen, 1828年3月20日 - 1885年6月15日）は、プロイセン王国の王族、軍人。

## 生涯
プロイセン王子カール・フォン・プロイセンとマリー・フォン・ザクセン＝ヴァイマル＝アイゼナハの長男としてベルリンに生まれた。10代から軍人になるための教育を受け、1842年から1846年までアルブレヒト・フォン・ローンの講義をボン大学で受けた。1848年の第一次シュレースヴィヒ＝ホルシュタイン戦争ではウランゲル伯フリードリヒ配下で軍務についた。
1866年の普墺戦争ではプロイセン王国第2軍を率いてケーニヒグレーツの戦いに大勝した。1871年の普仏戦争ではドイツ帝国陸軍第2師団を指揮し、メス包囲戦に勝利した。また、オルレアンやル・マンを陥落させ、この功績によりドイツ陸軍元帥となった。ポツダム郊外にて没。

## 子女
1854年、アンハルト＝デッサウ公女マリア・アンナと結婚した。2人の間には5子が生まれた。
- マリー（1855年 - 1888年） - オランダ王子ヘンドリックと結婚、のちアルベルト・フォン・ザクセン＝アルテンブルクと結婚
- エリーザベト・アンナ（1857年 - 1895年） - オルデンブルク大公フリードリヒ・アウグスト（2世）と結婚
- アンナ・ヴィクトリア（1858年、夭折）
- ルイーゼ・マルガレーテ（1860年 - 1917年） - コノート公アーサーと結婚
- フリードリヒ・レオポルト（1865年 - 1931年）